# Raión de Słonim
Słónim (en bielorruso: Слонімскі раён) es un raión o distrito de Bielorrusia, en la provincia (óblast) de Grodno. Su centro administrativo es Slónim.
Comprende una superficie de 1471 km².

## Demografía
Según estimación 2010, contaba con una población total de 67288 habitantes.

## Subdivisiones
Comprende la ciudad subdistrital de Slónim (la capital) y diez consejos rurales:
- Azhínavichy (con capital en Kastsianí)
- Aziarnitsa
- Vasilévichy
- Dzeraunaya
- Dzeraviánchytsy
- Zhyróvitsy
- Mizhévitsy
- Novadzeviátkavichy
- Páulava (con capital en Navasiolki)
- Siankóushchyna